# 孔夫话
孔夫话是一种闽南-客家过渡/混合方言，通行于福建省龙岩市永定区培丰镇孔夫村及其周边的新罗区东肖街道隘头村、红坊镇悠远村的村头、永定区坎市镇田地村部分地区，以及半岭、长流、三圣隔、胡洋角、乌坑等村落，使用人口约12000人。
目前学术界对于孔夫话的研究成果还十分少。郭启熹（1996）提到过关于孔夫话的几个值得注意的问题，如有些底层词反映了孔夫话与北方官话的渊源。郭启熹还认为孔夫话的形成是以独立的孔夫话为基础，混入龙岩话、永定话的不少特色，形成这种混入成分的决定因素是地理环境。另外《龙岩地区志》的“方言卷”中也对孔夫话做了粗略的描写，并且将孔夫话与闽南语区、客家话区并列。

## 形成背景
据记载，孔夫一带的开发始于元朝，这里按照姓氏形成十分明显的方言片区界线，如田地村同一村落内张姓讲孔夫话，郭姓讲永定客话，世代相传，彼此互不糅杂。现今在孔夫聚居而使用孔夫话的村民，张姓占40%以上，陈姓占40%，林姓占10%，黄姓占10%。从张姓族谱可以了解到，姓张的有四分之三属三郎公后裔，相传其先祖从宁化石壁迁来；四分之一属马勒公余脉，其先祖于元代从张家口迁来此地。孔夫村当地群众一般既会讲龙岩话，也会讲永定话。从孔夫话中可以看出，在闽西地区，闽南方言与客家方言相互影响，从而对当地语言产生的影响。

## 音系

### 声母
| p 波  | pʰ 破  | m 煤 | f 货 | v 我 |      |
| t 赌  | tʰ 度  | n 努 |      |      | l 罗 |
| ts 者 | tsʰ 才 |      | s 锁 |      |      |
| tɕ 周 | tɕʰ 巧 |      | ɕ 许 |      |      |
| k 歌  | kʰ 奇  | ŋ 鹅 | h 吓 |      |      |
| Ø 饿  |        |      |      |      |      |

1.古全浊声母清化后大部分送气。
2.声母[f]在发音时，会先有一个快速的闭唇动作，近似于[pf]的发音。
3.泥、来二母基本可以区分，有少部分泥母字声母为[l]。
4.部分知组字声母读为[t]、[tʰ]。
5.章组字基本上读为[ts]类声母。
6.有部分日母字声母读为[n]。
7.部分精组字读[tɕ]类声母，主要出现在齐齿呼韵母前。
8.晓组、影组的合口字大部分声母为[f]，部分字念浊音声母[v]；帮组次浊合口字也有部分字声母为[v]；还有少数日母字声母为[v]。

### 韵母
|        | 阴声韵               | 阳声韵     | 鼻化韵 | 入声韵      |
| ------ | -------------------- | ---------- | ------ | ----------- |
| 开口呼 | ɿ a o ɛ e ɯ ai au ou | en aŋ oŋ ŋ̍ | ã      | aʔ ɛʔ əʔ oʔ |
| 齐齿呼 | i ia iɛ iau ioɯ      | iŋ iaŋ ioŋ | ĩ      | iaʔ ioʔ iɛʔ |
| 合口呼 | ua uo ui uai         | uaŋ        | uə̃     | uoʔ uɛʔ     |

1.无撮口呼韵母。
2.无[u]韵母，中古遇摄、流摄开口三等尤韵的部分字今读[ɯ]。
3.鼻化韵字很少。
4.阳声韵韵尾大多为[-n]，无[-m]韵尾。
5.入声韵尾弱化，以致大部分入声字只有一个[-ʔ]韵尾，并且发音较弱。
6.有少量[ŋ̍]单独做韵母的字。

### 声调
| 标号 | 1    | 2    | 3    | 4    | 5    | 6    |
| 调类 | 阴平 | 阳平 | 上声 | 去声 | 阴入 | 阳入 |
| 音值 | 24   | 21   | 55   | 53   | 3    | 5    |
| 例字 | 包   | 豪   | 电   | 被   | 北   | 毒   |

1.上声、去声不分阴阳；中古全浊去声字大部分归入上声，中古清声母和次浊声母上声字大部分归入去声。
2.中古部分浊声母去声字归入阴平，这类变化与龙岩话的情况一致。

## 连读变调
孔夫话在两字或多字连读时可能发生变调，前后字搭配共能形成36种组合。表格的表头为后字的原调值，表左为前字的原调值。两个调值组合若有发生连读变调情况，则在相应框内列出连读调式。
|         | 阴平 24 | 阳平 21 | 上声 55    | 去声 53     | 阴入 3 | 阳入 5 |
| ------- | ------- | ------- | ---------- | ----------- | ------ | ------ |
| 阴平 24 | 21-24   | 31-21   | 21-24      | 21-53       | 21-3   | 21-5   |
| 阳平 21 | 不变    | 21-22   | 不变       | 21-31       | 不变   | 不变   |
| 上声 55 | 不变    | 不变    | 55-31 不变 | 不变        | 不变   | 不变   |
| 去声 53 | 不变    | 53-22   | 31-24 不变 | 53-31 31-53 | 不变   | 不变   |
| 阴入 3  | 不变    | 不变    | 3-24       | 3-31        | 不变   | 不变   |
| 阳入 5  | 不变    | 不变    | 不变       | 不变        | 不变   | 不变   |

表中去声+去声的搭配有两种变调模式，其中53-31调式为普遍情况，只有少部分两字组为31-53调式。
孔夫话上声+上声和去声+上声的两字组搭配情况最为复杂，两个搭配都有两种变调情况，这与孔夫话上声、去声内部有不同的来源有关。在上声+上声的搭配中，若是中古阳上+阳上、阳去+阳上时，连读调式为55-31；若是中古阳上+阳去、阳去+阳去时，原调值皆不变。在去声+上声的搭配中，若是中古阴上+阳上、阴上+阳去时，连读调式为31-24；若是中古阴去+阳上、阴去+阳去时，原调值皆不变。

## 參閲
- 邵將話
- 水源音
- 于桂片
- 富馬話